# Astano
Astano je obec ve švýcarském kantonu Ticino, okresu Lugano. Žije zde 308 obyvatel.

## Geografie

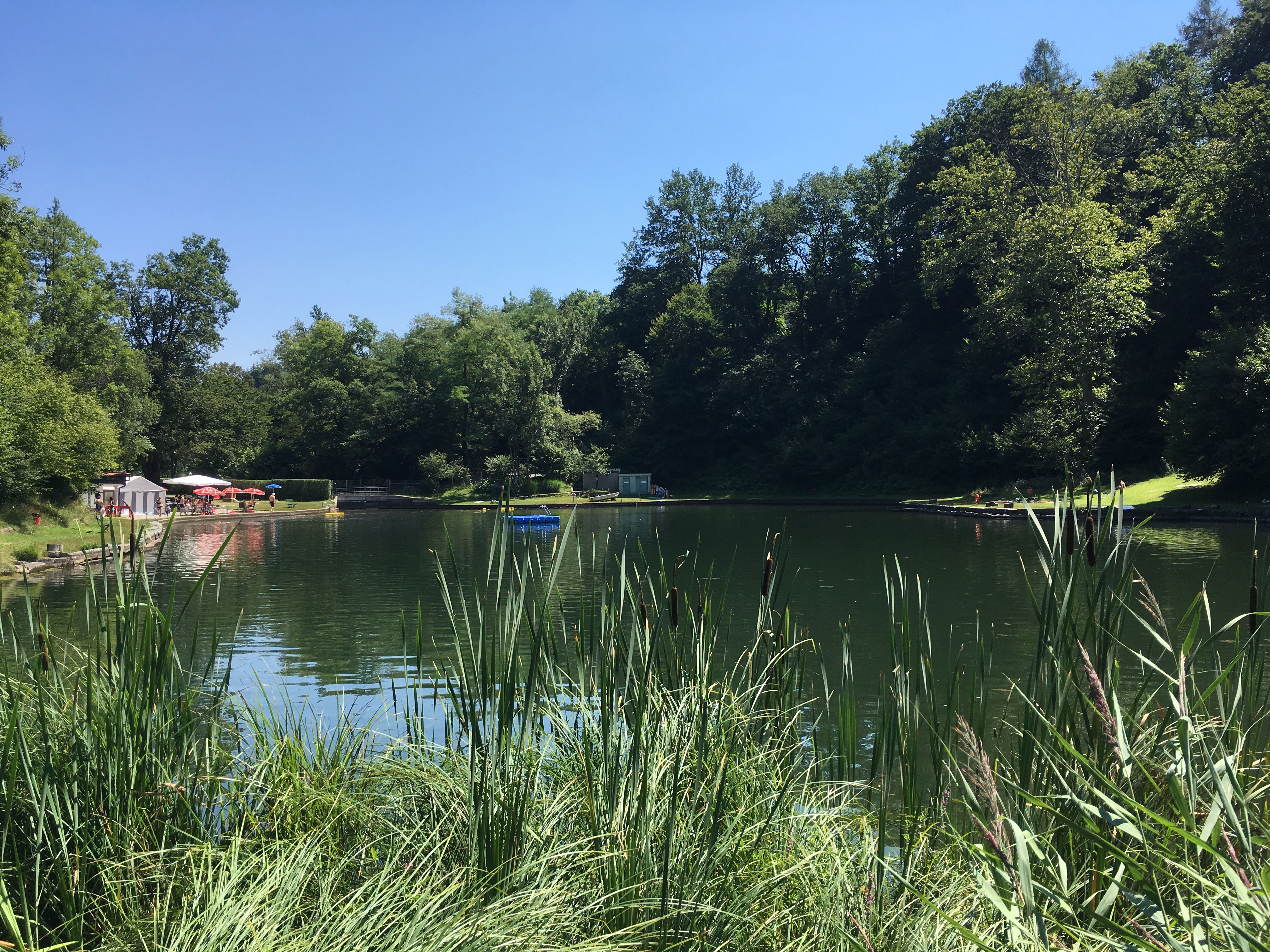
Jezero Laghetto

Astano leží mezi Luganským jezerem a jezerem Lago Maggiore na jižně orientované terase v nadmořské výšce kolem 630 m n. m., na úpatí na vodu bohatého svahu Rogöria, pod horou Monte Lema, na švýcarsko-italské hranici. Nejvyšším bodem obce je Monte Rogoria (známá také jako Monte Rogorio nebo Motto Croce) v nadmořské výšce 1184 m n. m., zatímco nejnižší bod leží v nadmořské výšce kolem 445 m n. m. v soutěsce Lisora, pod vesnicí La Costa.
Astano sousedí s obcemi Tresa, Novaggio a Dumenza (v italské provincii Varese) a s exklávami obcí Curio (Bombinasco) a Bedigliora (Alpe di Monte, Prati di Campo). Rozloha obce je 3,8 km², z toho 82,2 % tvoří lesy a 8,9 % je osídleno. Dalších 8,6 % je využíváno pro zemědělství. Astano je výchozím bodem pro četné turistické stezky oblastí Malcantone a nachází se zde malé jezero Laghetto.

## Historie

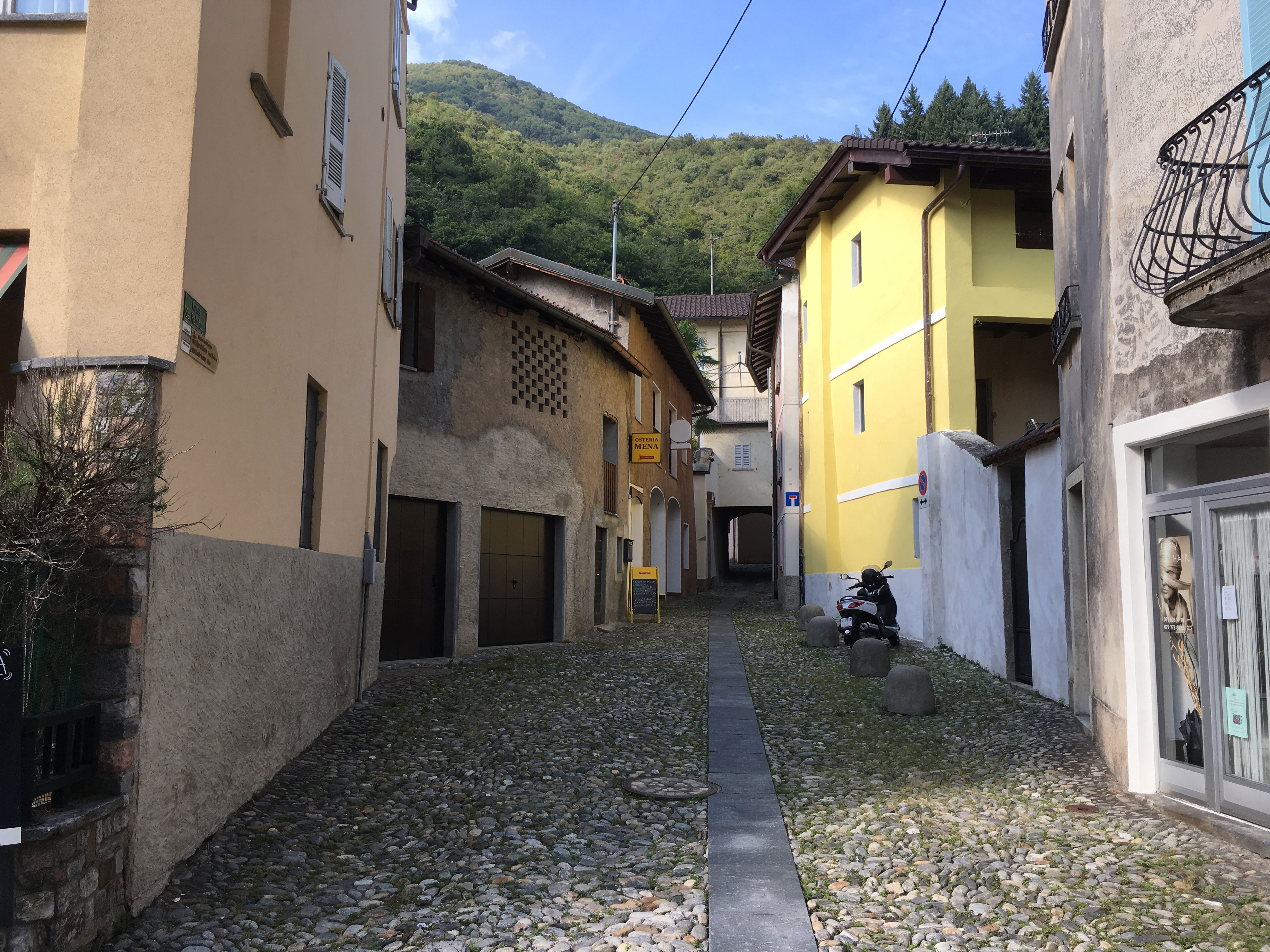
Centrum obce

Současný název obce se odvozuje od historických názvů „Stano“ a „Astanum“, které jsou pravděpodobně odvozeny od italského slova stagno, což znamená „rybník“ nebo „jezírko“ a byl to dřívější název dnešního jezera Laghetta.
Opatství San Pietro in Ciel d’Oro z Pavie muselo vlastnit majetek v Astanu již před rokem 1244. Od 13. století byl v obci klášter, který byl v roce 1272 spojen s proboštstvím Sant’Antonio z Lugana. V druhé polovině 15. století byl opuštěn a poté byl jeho majetek převeden na klášter Santa Caterina v Luganu. Do Lugana se tehdy museli přestěhovat i mniši z Astana. V roce 1848 vláda Ticina zrušila i klášter v Luganu.
Poté, co se Astano v roce 1612 stalo samostatnou farností, byl v letech 1636–1654 postaven farní kostel Santi Pietro e Paolo (zvaný San Pietro). Byl postaven na fragmentech kaple poprvé zmiňované v roce 1444. V 17. století byla farnost těžce postižena morem, kterému padla za oběť značná část obyvatel. Na památku této doby byl v roce 1687 na hřbitově u kostela vztyčen morový sloup, který se dochoval do současnosti.
V roce 2004 obyvatelé obcí Astano, Bedigliora, Curio, Miglieglia a Novaggio odmítli 56,5 % hlasů myšlenku sloučení do nové obce Medio Malcantone. Dne 26. listopadu 2023 byl v konzultativním referendu schválen návrh na sloučení se sousedními obcemi Bedigliora, Curio, Miglieglia a Novaggio do nové obce Lema, čímž byla obnovena myšlenka, která byla před 20 lety zamítnuta.

## Obyvatelstvo

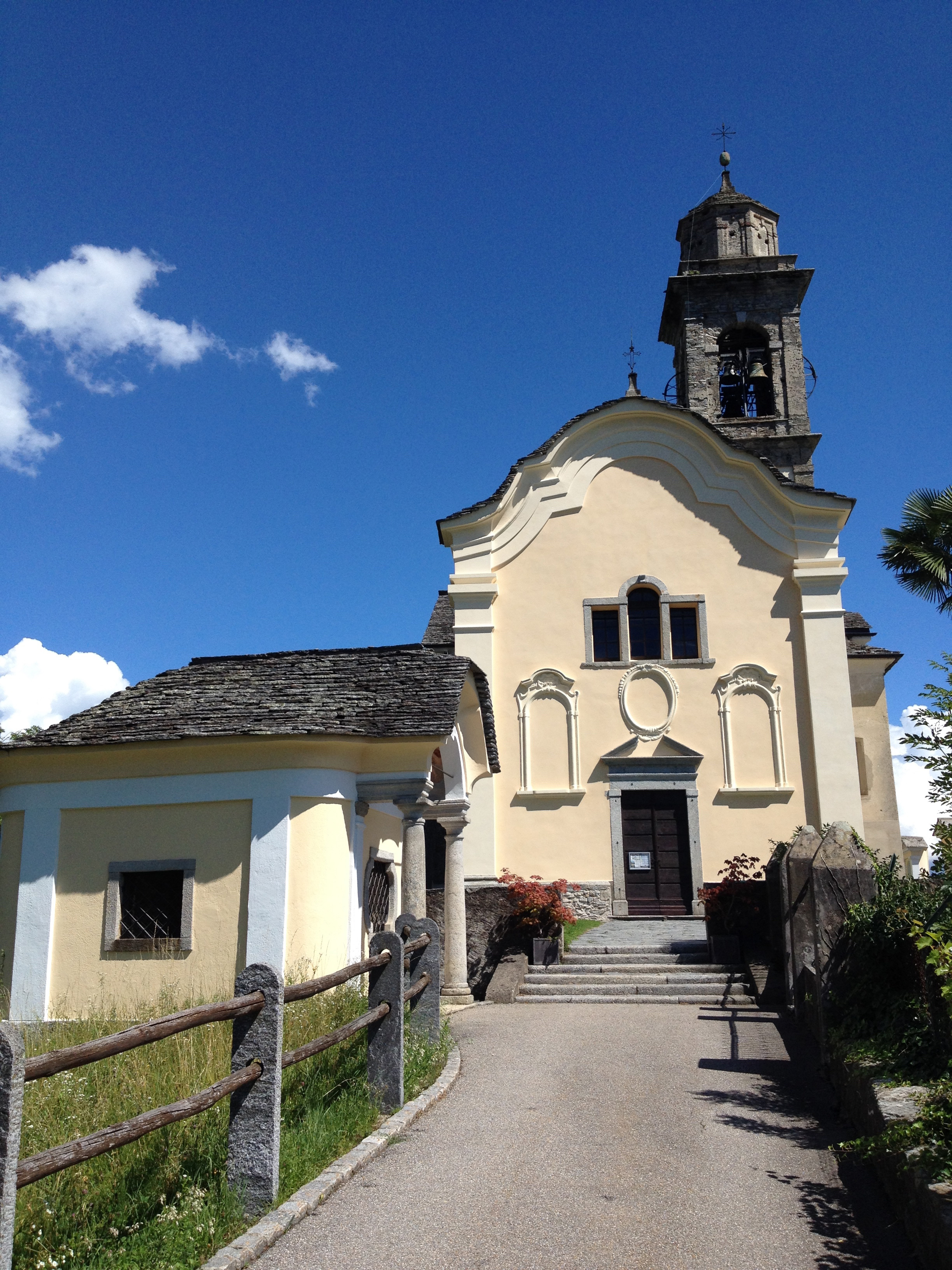
Kostel

| Vývoj počtu obyvatel | Vývoj počtu obyvatel | Vývoj počtu obyvatel | Vývoj počtu obyvatel | Vývoj počtu obyvatel | Vývoj počtu obyvatel | Vývoj počtu obyvatel | Vývoj počtu obyvatel | Vývoj počtu obyvatel | Vývoj počtu obyvatel | Vývoj počtu obyvatel | Vývoj počtu obyvatel | Vývoj počtu obyvatel | Vývoj počtu obyvatel | Vývoj počtu obyvatel |
| -------------------- | -------------------- | -------------------- | -------------------- | -------------------- | -------------------- | -------------------- | -------------------- | -------------------- | -------------------- | -------------------- | -------------------- | -------------------- | -------------------- | -------------------- |
| Rok                  | 1600                 | 1800                 | 1850                 | 1900                 | 1902                 | 1950                 | 1970                 | 1980                 | 1990                 | 2000                 | 2010                 | 2015                 | 2017                 | 2020                 |
| Počet obyvatel       | 269                  | 356                  | 395                  | 384                  | 461                  | 258                  | 234                  | 209                  | 241                  | 290                  | 291                  | 308                  | 303                  | 294                  |

## Hospodářství

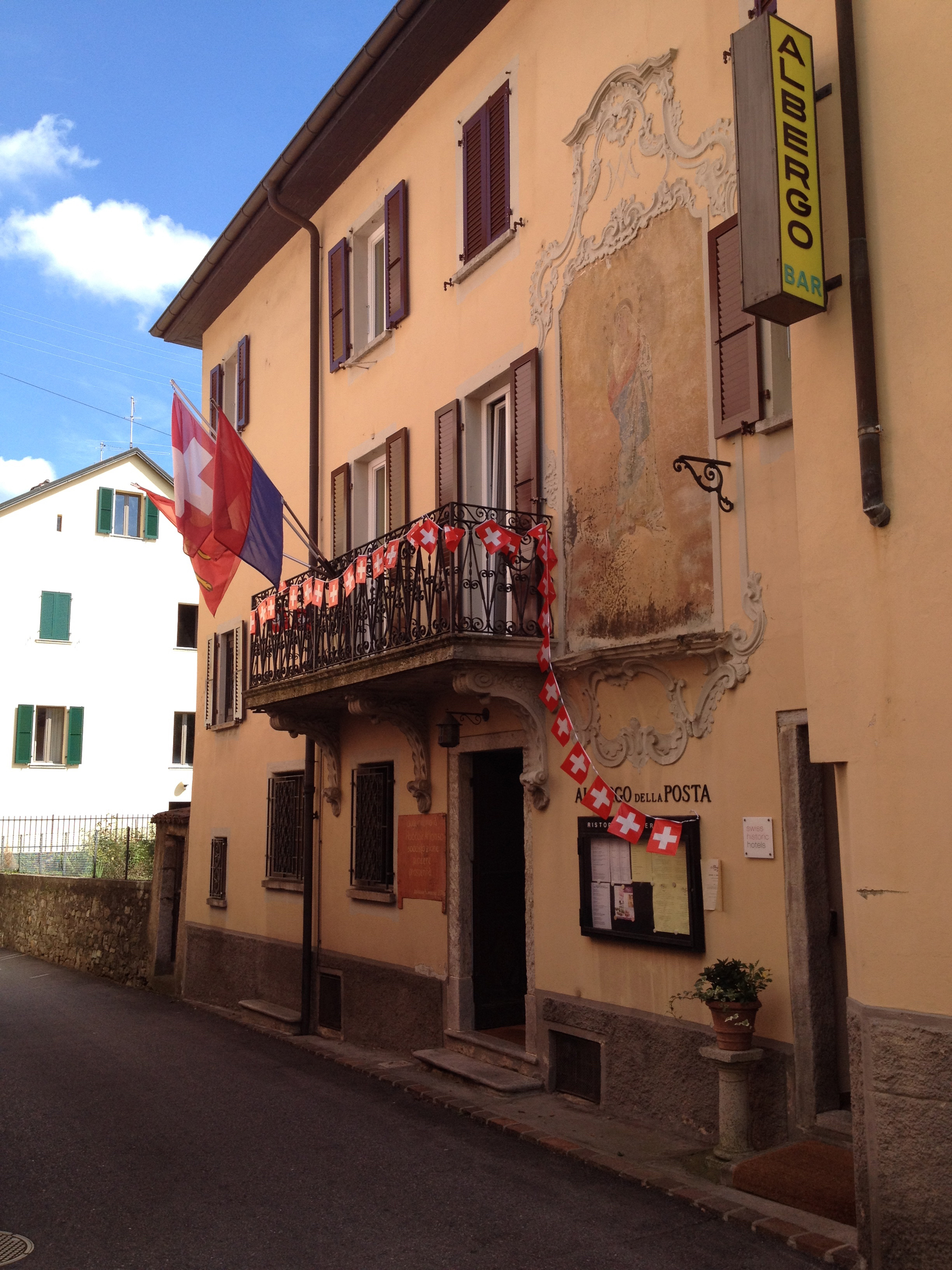
Hotel Albergo della Posta

Převážná většina ekonomicky aktivních obyvatel Astana pracuje mimo obec - zejména v Luganu a okolí. V samotném Astanu jsou nejdůležitějšími zaměstnavateli cestovní ruch a pohostinství. Kromě dvou kempů, koupaliště a související infrastruktury se v Astanu nachází také několik restaurací a hotelů, včetně hotelu Albergo della Posta, který existuje již od 18. století a je členem řetězce švýcarských historických hotelů Swiss Historic Hotels. V obci se nacházejí i různé další menší podniky, včetně kadeřnictví a malířství. V Astanu se v omezené míře provozuje také vinařství a v obci nachází malý družstevní lihovar, který mimo jiné vyrábí grappu.

## Doprava
Do Astana se lze dostat po silnici přes Magliaso, Puru a Novaggio nebo přes Sessu. Přibližně 17 km dlouhá cesta z Lugana do Astana trvá autem asi půl hodiny. Z letiště Lugano trvá cesta přibližně 20 minut. Silnice, která měla původně vést z Astana do italské Dumenzy, končí na státní hranici a na italské straně nebyla kvůli strmému terénu nikdy dokončena. Na veřejnou dopravou je obec spojena linkou postbusu z Novaggia přes Astano do Sessy.
Nejbližší železniční stanice se nachází v Caslanu na železniční trati Lugano – Ponte Tresa.

## Osobnosti
- Domenico Trezzini (1670–1734), architekt
- Rudolf Pannwitz (1881–1969), spisovatel a filozof